# Cuproroméite
La cuproroméite è un minerale appartenente al supergruppo del pirocloro e, all'interno di questo, al gruppo della roméite.
Il minerale non è più riconosciuto dall'Associazione Mineralogica Internazionale (IMA) come specie indipendente dal 2016.

## Etimologia e storia
Nel 1867 fu scoperto un minerale a cui venne dato il nome di partzite in onore del suo scopritore, A.F.W. Partz; dopo iniziali dubbi sulla sua somiglianza con la cuproroméite ulteriori analisi hanno confermato l'effettiva coincidenza tra i due minerali.
Infine, nel 2016, la cuproroméite è stata ufficialmente non più riconosciuta come specie minerale indipendente.

## Classificazione
Nella classica nona edizione della sistematica dei minerali di Strunz, aggiornata dall'Associazione Mineralogica Internazionale fino al 2009, la cuproroméite compare con il vecchio nome di partzite ed è elencata nella classe "4. Ossidi (idrossidi, V[5,6] vanadati, arseniti, antimoniti, bismutiti, solfiti, seleniti, telluriti, iodati)" e nella sottoclasse "4.D Metallo:Ossigeno = 1:2 e simili"; questa viene ulteriormente suddivisa in base alla dimensione dei cationi e alla struttura del minerale, in modo tale da trovare la partzite nella sezione "4.DH Con cationi di grande dimensione (± cationi di media dimensione); strati di ottaedri che condividono uno spigolo" dove forma il sistema nº 4.DH.20 insieme a bindheimite, idroroméite, lewisite, monimolite, roméite, bismutostibiconite, stibiconite e stetefeldtite.
Tale classificazione resta invariata anche nell'edizione successiva, proseguita dal database "mindat.org" e chiamata Classificazione Strunz-mindat.
Nella Sistematica dei lapis (Lapis-Systematik) di Stefan Weiß la cuproroméite si trova nella classe degli "ossidi" e nella sottoclasse degli "ossidi con rapporto metallo:ossigeno = 2:3 (M2O3 e composti correlati)"; qui si trova nel "gruppo del pirocloro; sottogruppo della roméite [Sb ± Ti]" dove forma il sistema nº IV/C.16 insieme ad argentoromeite, bismutoroméite, fluorcalcioroméite, fluornatroroméite, idrossicalcioroméite, idrossiferroroméite, monimolite, ossicalcioroméite, ossiplumboroméite, partzite, stetefeldtite, stibiconite e stibioroméite.

## Abito cristallino
La cuproroméite cristallizza nel sistema cubico nel gruppo spaziale Fd3m (gruppo nº 227) con la costante di reticolo a = 10,25 Å e con 8 unità di formula per cella unitaria.

## Origine e giacitura
La cuproroméite è una formazione piuttosto rara ed è stata trovata in diversi siti sparsi per il mondo, sebbene in scarse quantità.
In Italia è stata rinvenuta nella miniera di "Monte Avanza" presso Forni Avoltri, a Paluzza e a Paularo (Friuli-Venezia Giulia); a Introbio (in Valsassina, Lombardia); in due miniere presso Domusnovas e altre due miniere presso Fluminimaggiore (Sardegna); ad Aldino e presso Lavis (Trentino-Alto Adige).
Altri ritrovamenti si sono avuti in diverse miniere della Germania, della Francia e dell'Austria.
Fuori dall'Europa si contano ritrovamenti in diverse contee degli Stati Uniti, nella regione di Žalalabad (Kirghizistan) e in Australia Occidentale (Australia).

## Forma in cui si presenta in natura
La cuproroméite è stata trovata in zone alterate all'interno di depositi contenenti solfosali di rame-antimonio e si presenta generalmente in masse compatte.
Il minerale è traslucido con lucentezza vitrea; il colore può essere verde oliva, verde-giallo a verde scuro o nero. Il colore del suo striscio è giallo-verde.